# Wiley College
Wiley College é uma faculdade de artes liberais privada, localizada na cidade de Marshall, Texas. Fundada em 1873 pelo bispo da Igreja Metodista Isaac Wiley e certificada em 1882 pela Freedmen's Aid Society, é uma das mais antigas faculdades historicamente negras a oeste do rio Mississippi.